# 荒島古墳群
荒島古墳群（あらしまこふんぐん）は島根県安来市に所在する弥生時代後期から古墳時代前期にかけての古墳群。国の史跡に指定されている。

## 概要
荒島古墳群は造山古墳群の1-4号墳、大成古墳、塩津山墳墓群の1-11号墳を包含する古墳群である。1936年（昭和11年）12月16日に造山1号墳が「造山古墳」として国史跡に指定されていたが、1999年（平成11年）7月13日に造山2-4号墳、大成古墳、塩津山1-11号墳を追加指定し、史跡名称を「荒島古墳群」に変更した。

## 調査史
1911年に発見された大成古墳が荒島古墳群で最初に確認された遺跡である。1936年に造山1号墳が発見、国史跡に指定される。塩津山10号墓は1947年に確認されているが、当初は方墳と認識されていた。

## 造山古墳群
造山古墳群（つくりやまこふんぐん）は島根県安来市にある古墳時代の古墳群。周辺に分布する他の墳墓群と複合して「荒島古墳群（あらしまこふんぐん）」の名称で国の史跡に指定されている。また、さらに広域の概念である荒島墳墓群の構成遺跡でもある。安来市により歴史公園「古代出雲王陵の丘」として整備されている。

## 大成古墳
長辺約60メートルの大型方墳。造山1号墳とほぼ同規模で、古墳時代前期としては日本列島で最大級の方墳である。三角縁神獣鏡、環頭大刀などが出土している。

## 塩津山墳墓群
大型の四隅突出型墳丘墓である6号墓、10号墓や、古墳時代前期の墳墓であるが四隅突出型墳丘墓の要素を残す1号墓などが存在する。